# Lešek Semelka
Lešek Semelka (* 24. listopadu 1946 Pardubice) je český zpěvák, skladatel a hráč na klávesové nástroje, nevlastní otec české zpěvačky Heleny Zeťové. Má dvě děti, dceru Helenu Semelkovou a syna Leška Semelku ml.

## Životopis
V mládí se učil hrát na klavír a na violoncello. Jeho dráha v oblasti popmusic byla odstartována až v roce 1968, kdy se stal členem hudební skupiny The Cardinals. V roce 1970 vystřídal Vladimíra Mišíka v kapele Blue Effect. Zde působil až do roku 1975 a nahrál s Blue Effectem resp. Modrým efektem dvě alba Nová syntéza a Nová syntéza 2, na kterých kapela vystupovala společně s velkým jazzovým big-bandem Československého rozhlasu (JOČR). V roce 1975 založil vlastní jazz-rockové uskupení Bohemia. Odtud se ale v roce 1978 zase do Modrého efektu vrátil zpět a vydržel zde až do roku 1981, kdy po neshodách s Radimem Hladíkem odešel podruhé. Prakticky souběžně s tím se od počátku 70. let pokoušel prorazit i jako zpěvák v tzv. hlavním písničkovém proudu, měl pro to i jisté předpoklady, neboť disponoval a až doposud disponuje zajímavě chraplavým a dle mnohých příjemně zastřeným hlasem.
V roce 1981 založil další vlastní hudební uskupení SLS (Společnost Leška Semelky), se kterým natočil jednu gramofonovou LP desku a několik SP desek. Po kompletní změně sestavy v létě 1984 vydala skupina další SP desky, aby se v létě roku 1985 definitivně rozpadla. Lešek Semelka ještě pod názvem SLS vydal nějaké „singly“ s novou studiovou sestavou. Poté už následoval definitivní příklon k hlavnímu proudu populární hudby, vystupoval pak společně se zpěvačkou Marcelou Březinovou. V listopadu 1989 se výrazně angažoval v řadách Občanského fóra. V roce 2001 vydal vlastní album Můj věk, zahrál si i ve třech muzikálech Michala Davida Kleopatra (Apollodoros), Tři mušketýři (král Ludvík XIII, Porthos) a Angelika (Lorraine). Naposledy se jako host překvapivě objevil na desce Gorila vs. Architekt (2008) rappera Vladimira 518, člena legendárních PSH a mimo jiné autora mnohých komiksů a ilustrací.
Od roku 2009 je členem souboru RockOpera – účinkuje v představeních Oidipus Tyranus Rock Opera a Antigona Rock Opera v roli věštce Teirésia.